# NN-134
La carretera NN‑134 es una vía departamental secundaria en el departamento de Chontales, al centro del país. Su trayecto conecta los municipios de Comalapa y Villa Sandino, facilitando el tránsito rural y comercial entre ambas zonas.

## Trazado y cruces
| km   | Localidad / Punto | Departamento | Conexión / Ruta |
| ---- | ----------------- | ------------ | --------------- |
| 0,0  | Comalapa          | Chontales    | NN 133          |
| 6,2  | La Pitilla        | Chontales    | Camino rural    |
| 11,3 | Villa Sandino     | Chontales    | Calle local     |

## Coordenadas
Uno de los tramos de la NN‑134 puede ser encontrado en las coordenadas: 11°29′38″N 84°08′32″O / 11.4940, -84.1422